# Bisingen
Bisingen è un comune tedesco di 9 844 abitanti,, situato nel land del Baden-Württemberg.